# Grand Prix Formule 1 van Italië 1975

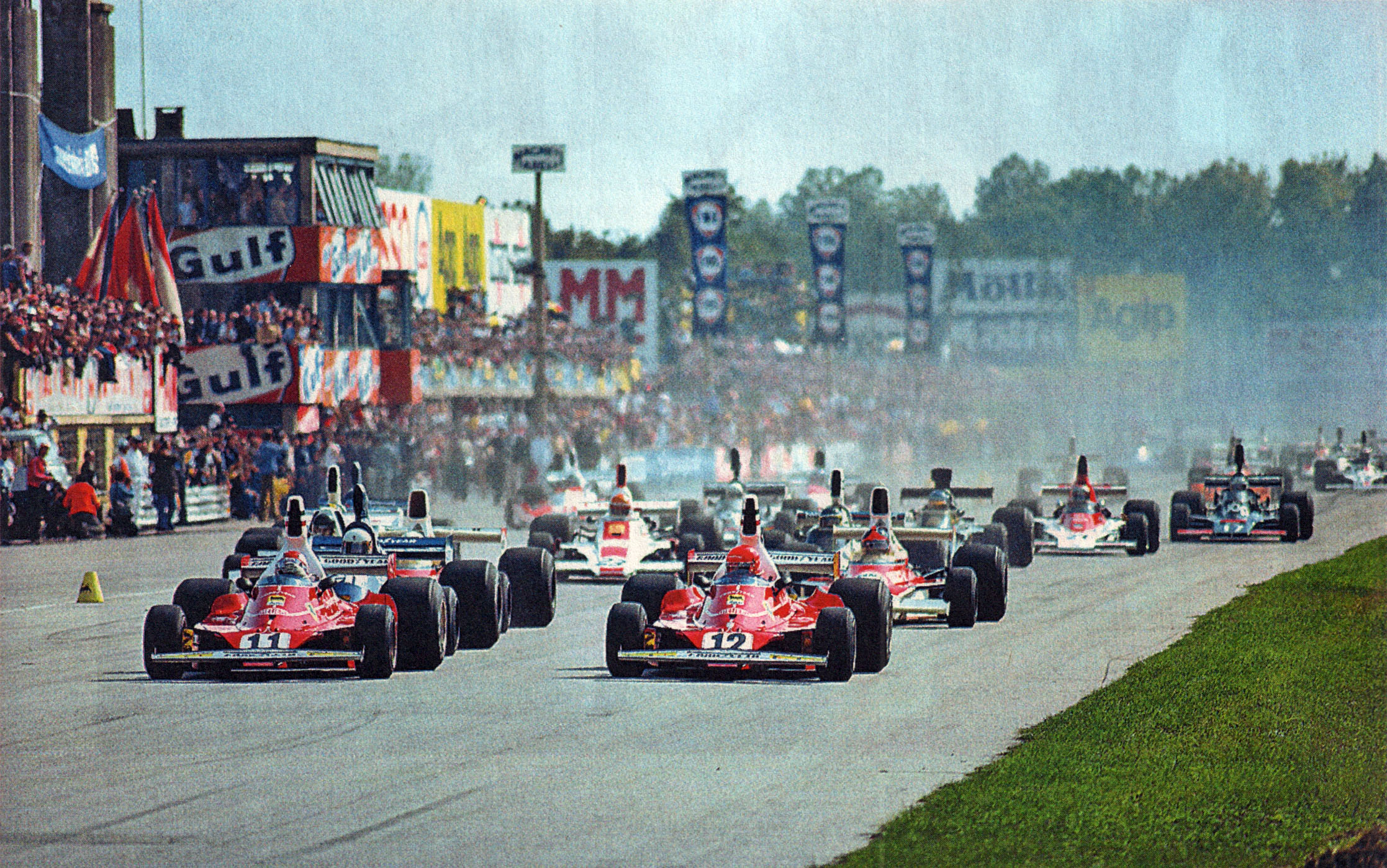
De start van de race met op pole Niki Lauda (# 12) en naast hem Clay Regazzoni (# 11) beiden in een Ferrari 312T

De Grand Prix Formule 1 van Italië 1975 werd gehouden op 7 september 1975 op Monza.

## Uitslag
| Positie | Nummer | Rijder             | Team            | Ronden | Tijd/Opgave         | Startplaats | Punten |
| ------- | ------ | ------------------ | --------------- | ------ | ------------------- | ----------- | ------ |
| 1       | 11     | Clay Regazzoni     | Ferrari         | 52     | 1:22:42.6           | 2           | 9      |
| 2       | 1      | Emerson Fittipaldi | McLaren-Ford    | 52     | + 16.6              | 3           | 6      |
| 3       | 12     | Niki Lauda         | Ferrari         | 52     | + 23.2              | 1           | 4      |
| 4       | 7      | Carlos Reutemann   | Brabham-Ford    | 52     | + 55.1              | 7           | 3      |
| 5       | 24     | James Hunt         | Hesketh-Ford    | 52     | + 57.1              | 8           | 2      |
| 6       | 16     | Tom Pryce          | Shadow-Ford     | 52     | + 1:15.9            | 14          | 1      |
| 7       | 4      | Patrick Depailler  | Tyrrell-Ford    | 51     | + 1 Ronde           | 12          |        |
| 8       | 3      | Jody Scheckter     | Tyrrell-Ford    | 51     | + 1 Ronde           | 4           |        |
| 9       | 34     | Harald Ertl        | Hesketh-Ford    | 51     | + 1 Ronde           | 17          |        |
| 10      | 25     | Brett Lunger       | Hesketh-Ford    | 50     | + 2 Ronden          | 21          |        |
| 11      | 30     | Arturo Merzario    | Fittipaldi-Ford | 48     | + 4 Ronden          | 26          |        |
| 12      | 32     | Chris Amon         | Ensign-Ford     | 48     | + 4 Ronden          | 19          |        |
| 13      | 6      | Jim Crawford       | Lotus-Ford      | 46     | + 6 Ronden          | 25          |        |
| 14      | 20     | Renzo Zorzi        | Williams-Ford   | 46     | + 6 Ronden          | 22          |        |
| DNF     | 17     | Jean-Pierre Jarier | Shadow-Matra    | 32     | Benzinepomp         | 13          |        |
| DNF     | 29     | Lella Lombardi     | March-Ford      | 21     | Ongeluk             | 24          |        |
| DNF     | 10     | Hans Joachim Stuck | March-Ford      | 15     | Ongeluk             | 16          |        |
| DNF     | 21     | Jacques Laffite    | Williams-Ford   | 7      | Versnellingsbak     | 18          |        |
| DNF     | 8      | Carlos Pace        | Brabham-Ford    | 6      | Gaspedaal           | 10          |        |
| DNF     | 22     | Rolf Stommelen     | Hill-Ford       | 3      | Ongeluk             | 23          |        |
| DNF     | 2      | Jochen Mass        | McLaren-Ford    | 2      | Ongeluk             | 5           |        |
| DNF     | 5      | Ronnie Peterson    | Lotus-Ford      | 1      | Motor               | 11          |        |
| DNF     | 23     | Tony Brise         | Hill-Ford       | 1      | Ongeluk             | 6           |        |
| DNF     | 27     | Mario Andretti     | Parnelli-Ford   | 1      | Ongeluk             | 15          |        |
| DNF     | 9      | Vittorio Brambilla | March-Ford      | 1      | Koppeling           | 9           |        |
| DNF     | 14     | Bob Evans          | BRM             | 0      | Elektrisch probleem | 20          |        |
| DNQ     | 31     | Roelof Wunderink   | Ensign-Ford     |        |                     |             |        |
| DNQ     | 35     | Tony Trimmer       | Maki-Ford       |        |                     |             |        |

## Statistieken
| Pole-position | Niki Lauda     | Ferrari | 1:32.24 |
| Snelste ronde | Clay Regazzoni | Ferrari | 1:33.1  |

## Noot
- Dit was het debuut van de Italiaanse coureur Renzo Zorzi.
- Tiende snelste ronde voor Clay Regazzoni.
- Dit was de 25ste podiumplaats voor een Oostenrijkse coureur.
- Vijfde Grand Prix-winst voor een Zwitserse coureur.

1921 · 1922 · 1923 · 1924 · 1925 · 1926 · 1927 · 1928 · 1931 · 1932 · 1933 · 1934 · 1935 · 1936 · 1937 · 1938 · 1947 · 1948 · 1949 · 1950 · 1951 · 1952 · 1953 · 1954 · 1955 · 1956 · 1957 · 1958 · 1959 · 1960 · 1961 · 1962 · 1963 · 1964 · 1965 · 1966 · 1967 · 1968 · 1969 · 1970 · 1971 · 1972 · 1973 · 1974 · 1975 · 1976 · 1977 · 1978 · 1979 · 1980 · 1981 · 1982 · 1983 · 1984 · 1985 · 1986 · 1987 · 1988 · 1989 · 1990 · 1991 · 1992 · 1993 · 1994 · 1995 · 1996 · 1997 · 1998 · 1999 · 2000 · 2001 · 2002 · 2003 · 2004 · 2005 · 2006 · 2007 · 2008 · 2009 · 2010 · 2011 · 2012 · 2013 · 2014 · 2015 · 2016 · 2017 · 2018 · 2019 · 2020 · 2021 · 2022 · 2023 · 2024 · 2025